# (100231) Monceau
(100231) Monceau est un astéroïde de la ceinture principale extérieure.

## Description
(100231) Monceau est un astéroïde de la ceinture principale. Il fut découvert par Eric Walter Elst le 12 août 1994 à l'ESO. Il présente une orbite caractérisée par un demi-grand axe de 3,95 UA, une excentricité de 0,293 et une inclinaison de 2,78° par rapport à l'écliptique.
Il fut nommé en hommage à Henri Louis Duhamel du Monceau (1700-1782), physicien et ingénieur français.

## Compléments